# Conejo de Pascua

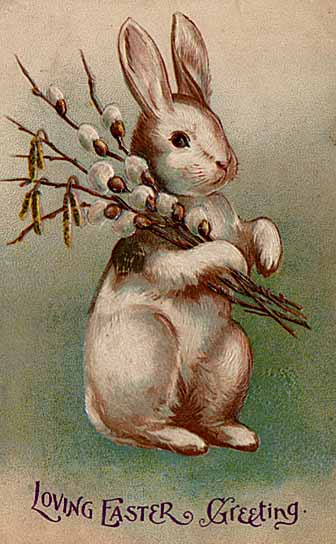
Postal de 1907 del conejo de Pascua.

El conejo de Pascua es un personaje  imaginario popular, que según la leyenda, trae canastas llenas de huevos de colores y dulces a los hogares de los niños durante las noches entre el Sábado Santo y el Domingo de Pascua, y por ello tiene similitudes con Papá Noel, ya que ambos traen regalos a los niños en la noche antes de su día de fiesta correspondiente. Se mencionó por primera vez en la obra de Georg Franck von Frankenau De ovis paschalibus (Acerca de los huevos de Pascua) en 1682, que se refiere a una tradición de Alsacia de una liebre que trae los huevos de Pascua.

## Historia
Aunque sus orígenes no están muy definidos, se supone que la elección del conejo se debe a su prolífica capacidad de procreación, de gran valor simbólico en una temporada de fiestas dedicadas a la fertilidad de la tierra tras el invierno
Su uso se remonta a pueblos antiguos del norte europeo, que veían en la liebre un símbolo: sus fuertes patas traseras le permiten moverse siempre hacia arriba con facilidad, mientras que sus débiles patas delanteras le dificultan el descenso.
Desde antes de Cristo, el conejo era un símbolo de la fertilidad e inmadurez gonadal asociado con la diosa fenicia Astarté, Ishtar o Asera a quien además estaba dedicado el mes de abril. En alusión a esa diosa, en algunos países centroeuropeos a la festividad de Pascua se la denomina "Easter". Ya en 1835, en Deutsche Mythologie, Jacob Grimm afirmaba la posible relación con Ostara, propuesta que fue recogida repetidamente por otros autores, incluyendo a Charles Isaac Elton y Charles J. Billson. The Westminster Dictionary of the Bible (El diccionario Westminster de la Biblia) recoge que Easter era «originalmente la festividad de la primavera para honrar a la diosa teutónica de la luz y de la primavera, a quien se conocía en anglosajón como Easter». 
El conejo como símbolo de la fertilidad y la renovación en la región alemana se transformó en una tradición en torno al Osterhase. Dentro de esta tradición, existía una leyenda alemana en la que una mujer pobre, incapaz de ofrecer dulces a sus hijos, escondió en el jardín huevos decorados. Los niños, al ver a un conejo, creyeron que había puesto huevos. Desde entonces, los niños fabricaban un nido que se encontraba en el jardín a la espera de los huevos del conejito de Pascua, que se llena durante la noche.
Otro posible origen del conejo de Pascua sería Sajonia, donde se honraba a la diosa Eostre en primavera. La liebre es el animal emblemático de la diosa, y se mantuvo asociada con la Pascua. Del mismo modo, en las tradiciones celtas y escandinavas, la liebre era el símbolo de la diosa madre.
En la tradición católica, existe la leyenda del Conejo de Pascua. Cuenta que un conejo estuvo encerrado en el sepulcro junto con Jesús y presenció su Resurrección. Al haber presenciado el milagro, cuando salió de la cueva, fue el encargado de difundir el mensaje a todos los niños y niñas, regalando los tradicionales Huevos de Pascua, cuyo consumo había estado prohibido durante la Cuaresma.

## Gastronomía
A partir del siglo XIX, se empezaron a fabricar muñecos de chocolate y azúcar en Alemania.
Los conejos de chocolate se suelen regalar por Pascua, como los huevos de chocolate, y se venden en pastelerías en los países del norte de Europa y, con la globalización, el mundo.